# Maria Averina
Maria Averina (en rus Мария Петровна Аверина) (4 d'octubre de 1993) és una ciclista russa especialista en el ciclisme en pista.

## Palmarès

### Resultats a laCopa del Món
- 2017-2018
  - 1a a Pruszków, en Scratch